# نالوکسازون
نالوکسازون (به انگلیسی: Naloxazone) یک ترکیب شیمیایی با شناسه پاب‌کم ۹۵۷۶۷۸۸ است. که جرم مولی آن 341.40422 g/mol می‌باشد. 